# Morón (Cuba)
Morón è un comune di Cuba, situato nella provincia di Ciego de Ávila.
Qui nasce Roberto Rodríguez Fernández, guerrigliero durante la rivoluzione cubana e capitano del Plotone Suicida.

## Cultura
Il Museo di Archeologia e Storia conserva collezioni di oggetti che ripercorrono la storia della città e dello sviluppo culturale della provincia di Ciego de Ávila. Per quanto riguarda la tradizione del territorio legata alla produzione di zucchero, ovvero uno dei principali motori dell'economia del comune, si hanno testimonianze grazie alla presenza del Central Patria o Muerte, un’antica fabbrica di zucchero ancora oggi in funzione.

## Natura
Nei dintorni del comune si localizzano diversi siti naturalistici degni di nota come la Laguna de la Leche, il più grande lago naturale di Cuba, la Laguna La Redonda, la Collina di Cunagua, il punto più alto della provincia, caratterizzata da flora e fauna protette e l’isola Turiguanó, che ospita un villaggio olandese.